# Jan Rosenthal
Jan Rosenthal (Sulingen, 7 aprile 1986) è un ex calciatore tedesco, di ruolo centrocampista.

## Caratteristiche tecniche
È un'ala.

## Carriera
In Wolfsburg-Hannover del campionato 2008-2009 ha parato un calcio di rigore a Edin Džeko dopo che la squadra avversaria si era guadagnata la massima punizione causata da un'uscita errata del portiere dell'Hannover, espulso nell'occasione.